# Distretto di Andoas
Il distretto di Andoas è uno dei sei distretti della provincia di Datem del Marañón, in Perù. Si trova nella regione di Loreto e si estende su una superficie di 11.549,8 chilometri quadrati.
Istituito il 1 agosto 2005, ha per capitale la città di Alianza Cristiana.